# ماکسیم نیکیتین
ماکسیم نیکیتین (اوکراینی: Максим Костянтинович Нікітін؛ زادهٔ ۵ اکتبر ۱۹۹۴) رقصنده روی یخ اهل اوکراین است.وی همچنین از اسکیت‌بازان نمایشی در بازی‌های المپیک زمستانی ۲۰۱۸ بوده است.